# 李征 (吐鲁番学家)
李征（1927年—1989年），新疆迪化（今新疆乌鲁木齐）人，考古工作者、吐鲁番学家。长期在新疆各地、尤其是吐鲁番地区开展考古工作，并参与整理吐鲁番出土文书。

## 生平
李征1927年出生于中華民國新疆省迪化（今新疆乌鲁木齐），祖籍河北滦县，家族原隶汉军正白旗。祖父李云麟（1834年－1897年）曾任大清塔爾巴哈臺參贊大臣兼署伊犁將軍，著有《西陲事略》。父亲李晋年（1860年－1929年）曾任清镇西厅同知，中华民国镇西、巴楚、沙雅、墨玉等地地方官，著有《新疆回教考》、《沙雅县志》等。家学渊源令李征熟谙新疆文化，但满洲旧贵的出身也使他日后形成了谨小慎微、胆小怕事的性格。
1947年，李征入西北师范学院历史系学习。次年返疆，曾在哈密中学执教，又担任吐鲁番第二小学校长，后调入新疆地质局地质调查所。1951年，通过时在新疆的北京大学教授、图书馆馆长向达介绍，与考古学家、吐鲁番学家黄文弼结识。1958年，黄文弼赴疆考察时，李征受邀参与，并获推荐进入新疆博物馆任职，后转入新疆考古研究所。1959年至1979年间，在新疆各地、尤其是吐鲁番地区开展考古工作，期間經歷文革。因参与过1959年至1975年间阿斯塔那古墓群十三次考古发掘中的九次，遂于1975年进入国家文物局古文献研究室新成立的“吐鲁番出土文书整理组”，负责文书的保管、拼合、拍摄等工作，几乎独力完成了将近万件残片拼缀成数千件文书的工作。1983年，当选中国敦煌吐鲁番学会首届理事。晚年身患肺癌，抱病坚持整理工作，于1989年去世，享年六十二岁。
李征于1961年与旧蒙古王公之女结婚，不几年后离婚。李征去世时无亲属，骨灰长期保存在新疆考古所库房。2019年，中国敦煌吐鲁番学会、新疆师范大学黄文弼研究中心、新疆文物考古研究所、吐鲁番学研究院协力，安排安葬李征骨灰，墓址位于李征生前参与考古发掘的交河故城附近，碑文遵照启功遗愿集其字题写。

## 《坎曼尔诗笺》疑云
1972年，郭沫若发表关于《坎曼尔诗笺》的研究。1991年，杨镰发表《〈坎曼尔诗笺〉辨伪》，指诗笺为李征与新疆博物馆保管员施惠昌伪造，并得到施惠昌证实（此时李征已去世）。但数年后，施惠昌又予以否认，并认为李征个性胆小怕事，不会造假。
据黄纪苏称，王炳华曾向李征问起此事，李征称“此事一言难尽”，待痊愈后再详述，但不久后即病逝。

## 发表作品
独著论文
- 李征. . 中国史研究. 1986, (1): 153-158.

合著论文
- 陈国灿; 侯灿; 李征. . 文物天地. 1986, (6): 16-18.

考古发掘简报
- 新疆维吾尔自治区博物馆; 李征(执笔). . 文物. 1973, (10): 7-27.